# Unsere Liebe Frau von Coromoto

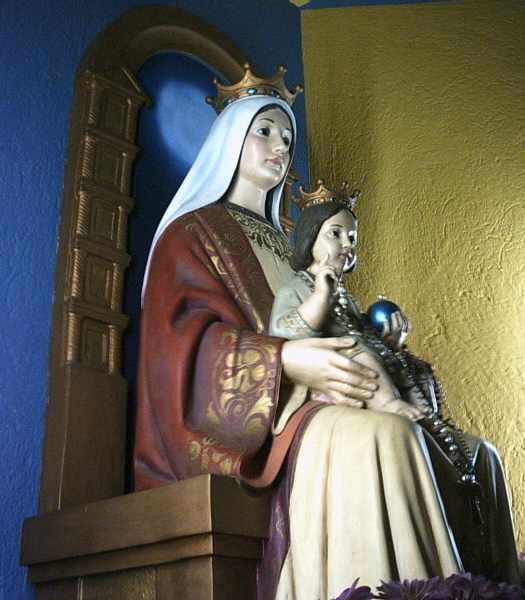
Statue der Jungfrau von Coromoto in Guanare

Das Gnadenbild Unserer Lieben Frau von Coromoto gilt als bedeutendstes Venezuelas. Der Wallfahrtsort Coromoto ist ein Vorort von Guanare. Unsere Liebe Frau von Coromoto ist seit 1942 die Schutzpatronin von Venezuela.

## Überlieferung

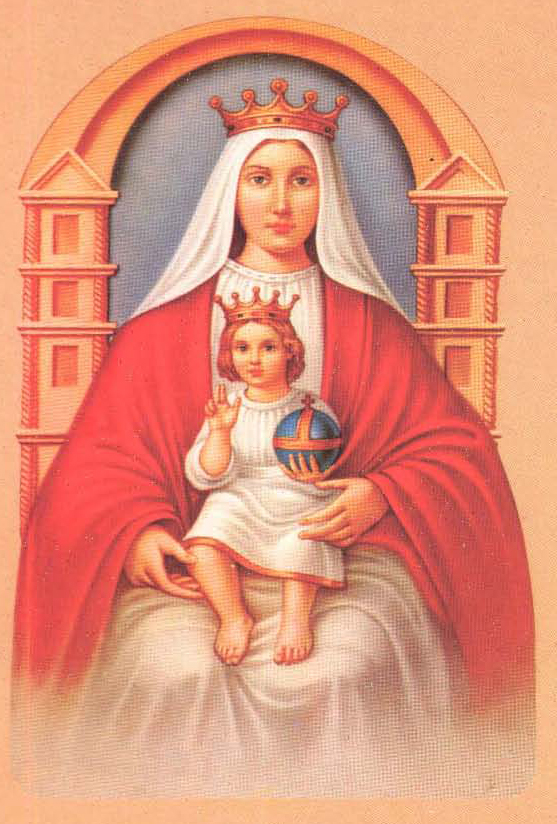
Ursprüngliches Bildnis Unserer Lieben Frau von Coromoto

Als 1591 die Stadt Guanare (Hauptstadt des venezolanischen Staates Portuguesa) gegründet wurde, floh die indianische Bevölkerung der Region in den nördlichen Teil des Staates und zog sich in die Wälder zurück. Nach mündlicher Überlieferung soll in diesem Wald dem örtlichen Stammeshäuptling 1591 zum ersten Mal die Jungfrau Maria erschienen sein. Die Erscheinung forderte den Häuptling auf, sich und seine Stammesmitglieder taufen zu lassen. Von dem Häuptling abgesehen, der sich weigerte, ließen sich viele Menschen taufen. In der Nacht des 8. Septembers 1652 erschien dem Häuptling, seiner Frau, seiner Schwägerin Isabel und deren Sohn die Jungfrau Maria ein zweites Mal. Sie forderte die Anwesenden nochmals auf, sich taufen zu lassen.  Der Häuptling schoss auf die Erscheinung einen Pfeil ab, der jedoch sein Ziel verfehlte. Die Jungfrau hinterließ ein kleines Stück Pergament mit ihrem Abbild. Der Häuptling wollte das Bild zuerst verbrennen, wurde aber von dem Jungen daran gehindert. Weitere Menschen, die von der Erscheinung der Jungfrau Maria erfahren hatten, kamen und nahmen das Pergament an sich.
Der Überlieferung zufolge kehrte der Häuptling in den Wald zurück, hier wurde er von einer Schlange gebissen. In seiner Not versprach er, sich taufen zu lassen. Nach der Taufe wurde er wieder gesund, er soll daraufhin ein eifriger Verehrer der heiligen Jungfrau geworden sein. Die Berichte über die Erscheinung der Jungfrau Maria hatten zur Folge, dass der Kapuziner P. José de Najera die Seelsorge des kleinen Ortes übernahm, der San-José-de-la-Aparicion genannt wurde. Das Dorf fiel später einer Überschwemmung zum Opfer, während der ursprüngliche Erscheinungsort Coromoto zu einem großen Wallfahrtsort heranwuchs. Viele Indios ließen sich taufen und besuchten häufig den Erscheinungsort. Der Ort Coromoto entwickelte sich immer mehr zu einer Wallfahrtsstätte. Am 1. Februar 1654 beschlossen die Offiziellen der Stadt Guanare, das Gnadenbild aus Pergament mit dem Abbild der heiligen Jungfrau Maria in die Stadtkirche, die heutige Kathedrale von Guanare, zu überführen.

## Verehrung
Die venezolanische Bischofskonferenz erklärte im März 1942 die Jungfrau von Coromoto zur Schutzpatronin Venezuelas. Papst Pius XII. bestätigte am 7. Oktober 1944 das Schreiben der Bischöfe und erhob die Stadtkirche von Guanare, in der sich das Gnadenbild befindet, zur Basilica minor. 1985 wurde das Gnadenbild von Papst Johannes Paul II. anlässlich seines Besuches in Venezuela gekrönt. Am 10. Februar 1996 wurde die Kirche Unserer Lieben Frau von Coremoto in Guanare geweiht. Papst Benedikt XVI. erhob die Kirche in den Rang einer Basilika minor. Der Gedenktag Unserer Lieben Frau von Coromoto wurde auf den 3. November festgelegt.

## Patrozinien
- Nostra Signora di Coromoto in San Giovanni di Dio in Rom